# Municipio de Mead (Pensilvania)
El municipio de Mead (en inglés: Mead Township) es un municipio ubicado en el condado de Warren en el estado estadounidense de Pensilvania. En el año 2000 tenía una población de 1,555 habitantes y una densidad poblacional de 8 personas por km².

## Geografía
El municipio de Mead se encuentra ubicado en las coordenadas 41°50′00″N 78°58′59″O / 41.83333, -78.98306.

## Demografía
Según la Oficina del Censo en 2000 los ingresos medios por hogar en la localidad eran de $37,443 y los ingresos medios por familia eran $41,875. Los hombres tenían unos ingresos medios de $32,109 frente a los $24,896 para las mujeres. La renta per cápita para la localidad era de $17,792. Alrededor del 11,0% de la población estaban por debajo del umbral de pobreza.